# Super Lucky's Tale
Super Lucky's Tale é um jogo eletrônico de plataforma 3D desenvolvido pela Playful Corp. e publicado pela Microsoft Studios para o Microsoft Windows e Xbox One. O jogo é uma sequência de Lucky's Tale, um jogo de plataforma 3D desenvolvido para o Oculus Rift.

## Enredo
Super Lucky's Tale segue Lucky, uma curiosa e corajosa raposa em uma missão para encontrar sua força interior e auxiliar sua irmã a proteger o Livro das Eras, dentro do qual existe diversos mundos e personagens. O antagonista do jogo é um gato chamado Jinx, um misterioso vilão que tenta roubar o Livro das Eras para seus propósitos nefastos. Durante o caminho, Lucky encontra um elenco de apoio de amigos e adversários. Lucky deve confrontar Kitty Little, crianças maldosas de Jinx's. Lucky também encontra amigos e aliados durante o caminho, incluindo Yetis perdidos, Kookie Spookies, uma vila de minhocas agricultoras, e outros personagens coloridos, todos os quais vivem dentro do Livro das Eras e que, sem a ajuda de Lucky's, serão vítimas das maquinações malignas de Jinx e Kitty Litter.

## Jogabilidade
A jogabilidade de Super Lucky's Tale foi descrita como um remanescente da era dos jogos de plataforma 3D do Nintendo 64, como Banjo Kazooie, Crash Bandicoot e Croc: Legend of the Gobbos. Cada um dos quatro mundos do jogo é apresentado com seu próprio hub, onde cada estágio individual pode ser acessado. Os hubs são níveis em si, com moedas para coletar e algumas plataformas básicas requeridas para acessar novas áreas. Cada hub tem cerca de cinco níveis principais e um número de puzzles adicionais para completar. A meta de cada um destes estágios é coletar trevos, que habilitam Lucky a retomar o controle sobre o Livro das Eras de Jinx. Cada estágio tem quatro trevos para encontrar - um ao completar o estágio, um ao coletar 300 moedas, um por procurar as cinco letras que formam LUCKY e um trevo secreto que está geralmente em uma área escondida do estágio, ou completando uma tarefa de curto tempo.
Os níveis em si oferecem uma variedade de desafios de plataforma. Alguns são arenas 3D com uma progressão não linear. Outros apresentam uma rolagem 2D. Existem também vários mini estágios em cada mundo, incluindo pluzzes de estilo Sokoban e labirintos onde Lucky está preso e precisa ser guiado até uma saída. Finalmente há várias lutas contra os chefes Kitty Litter e Jinx.